# Piotr Falkowski
Piotr Falkowski ps. Fala (ur. 10 stycznia 1968) – polski perkusista. Znany z działalności w zespołach Sstil, Deuter Kult, Houk, Falarek Band i Stan Zvezda.

## Kariera
Dorastał na warszawskim Targówku. Karierę muzyczną rozpoczął w zespole Sstil, w którym występował razem z gitarzystą/wokalistą Rafałałem Kwaśniewskim oraz basistą Tadeuszem Kaczorowskim. W 1985 roku dołączył do zespołu Deuter, z którym wziął udział w nagraniu singla oraz płyty 1987. Po odejściu z Deutera w 1989 roku nagrał z grupą Kult albumy: Kaseta i Tan. Od 1988 do 1994 roku wraz z Kaczorowskim,  Robertem Sadowskim (od 1993 w jego miejsce Arturem Affekiem) i Dariuszem Malejonkiem tworzyli zespół Houk z którym nagrał trzy pierwsze płyty. Został usunięty z Houka (razem z Kaczorowskim i Affekiem) po reorganizacji zespołu dokonanej przez Dariusza Malejonka. W połowie lat 90. z Arkadiuszem Antonowiczem, Jarosławem Smakiem i Robertem Brylewskim tworzył zespół Falarek Band.

## Dyskografia
ze Sstil
- Jeszcze młodsza generacja (1985) – utwór „Efekt"

z Deuterem
- "Średniowiecze" (1985) (singel)
- 1987 (1988)
- Ojczyzna dumna 1981–1986 (1995) (kompilacja)
- Ojczyzna Blizna (2011) (kompilacja)
- 3 maja 1987 koncert/ rozruchy (2013) (album koncertowy)

z Kultem
- Kaseta (1989)
- Tan (1989)

z Houkiem
- Soul Ammunition (1992)
- Natural Way (Full Noize) (1993) (album koncertowy)
- Transmission Into Your Heart (1994)

z Falarek Band
- Falarek (1996)
- "+ + +" (1996) (singel)